# 圣亚纳堂 (利沃夫)

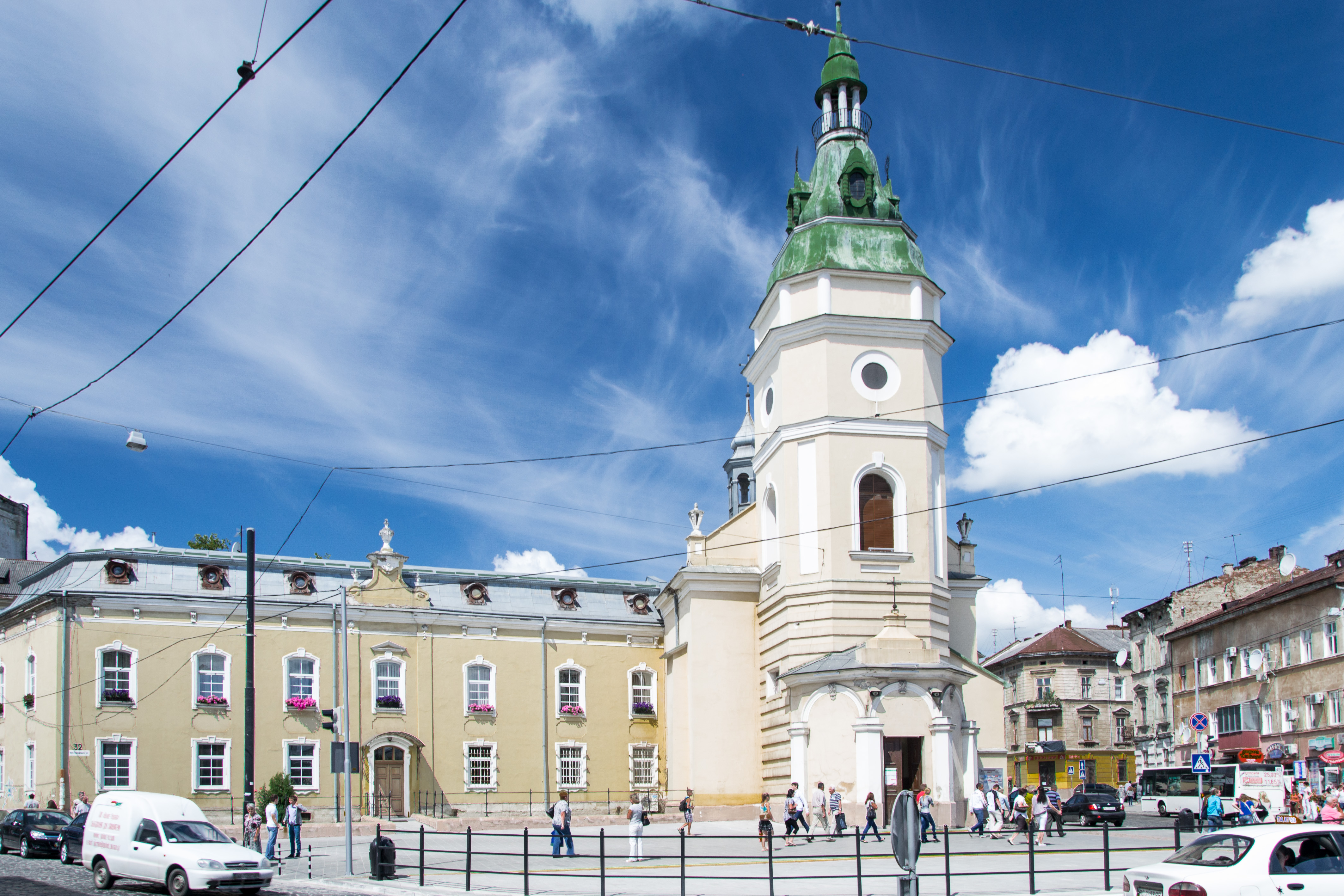

利沃夫圣亚纳堂和奥斯定会修道院（烏克蘭語：Церква святої Анни）是乌克兰利沃夫的一座古老教堂。

## 历史
15世纪末，利沃夫发生了裁缝和城市警卫之间的血腥冲突，导致数人死亡。几年后，1509年，裁缝行会决定建立一座教堂，以纪念他们逝去的战友。1505年成立神职团，1507年，在血腥镇压的裁缝起义现场，建成一座 木制的圣亚纳堂。1509年，教堂被袭击利沃夫的摩尔达维亚人烧毁。1599年，在被烧毁的教堂遗址上，裁缝行会又新建了一座砖砌教堂。
1641年，奥斯定会在波兰国王瓦迪斯瓦夫四世的同意下抵达利沃夫，在城墙外的郊区安顿下来。1671年，在总主教沃伊切赫·科里钦斯基的同意下，奥斯定会接管了圣亚纳堂。不久，他们在隔壁建造了修道院。1710年后，教堂里陈设圣母子像，因优雅而闻名，教堂内举行祈祷，以平息这座城市的瘟疫。1730年教堂重建完成，呈现出巴洛克风格，一直延续至今。
1772年，在第一次瓜分波兰，奥地利占领利沃夫时，这里居住有七位神父和两位修士。1783年， 约瑟夫二世关闭了奥斯定会修道院，其教堂改为分堂，约1820年又改为堂区教堂。修道院被改建为学校和堂区用房。1824年和1863年，教堂修复，并增建钟楼。
二战后，利沃夫由苏联占领，教堂改为家具店。1990年，教堂重新开放，移交给乌克兰希腊礼天主教会。1997年，教堂内部进行了修复。
教堂的南侧是原奥古斯丁修道院的建筑，保留18世纪的原貌。附近是一个军事单位的所在地，其中一座建筑自2013年改为波兰之家（Dom Polski）。